# António Carvalho da Silva Porto
Pour les articles homonymes, voir Silva et Carvalho.
Cet article possède des paronymes, voir Antonio Silva et António Carvalho.
António Carvalho da Silva Porto, né le 11 novembre 1850 à Porto et mort le 11 juin 1893 à Lisbonne, est un artiste peintre naturaliste portugais.

## Biographie
Silva Porto a été formé à l'École supérieure des beaux-arts de Porto par les peintres portugais Carlos Reis et João Vaz, et il a participé, en 1869, à l’Exposition triennale de l'Académie des beaux-arts de Porto.
En 1876-1877, il intègre l'école des Beaux-Arts de Paris, où il suit les cours des peintres français Charles-François Daubigny et Alexandre Cabanel.
À Paris, il publie ses travaux dans le Salon et à l'exposition universelle de 1878. Toujours à Paris, il étudie avec son ami et compatriote João Marques de Oliveira dans les ateliers d'Adolphe Yvon et Alexandre Cabanel. Il est ensuite affilié à l'école de Barbizon et importe, avec Marqués de Oliveira, les préceptes de cette nouvelle école au Portugal lorsqu’il rentre en 1879, après être passé en Italie.
Il est invité à enseigner à l’Académie de Lisbonne comme maitre du paysage. En 1880 , il organise une exposition de peintures de paysages inondés de lumière, et D. Fernando acquiert le tableau Charneca de Belas . Il faisait partie du Groupe du Lion, avec João Vaz, José Malhoa, Cesário Verde, António Ramalho, Columbano et Rafael Bordalo Pinheiro. Entre autres récompenses, il a reçu la médaille d'or de l'Exposition industrielle portugaise de 1884 et la première médaille de la Guilde artistique.

## Œuvres
Les peintures d'António Carvalho da Silva Porto sont présentées au musée du Chiado à Lisbonne, au Museu de José Malhoa (pt) à Caldas da Rainha et au musée Soares dos Reis à Porto.

## Galerie

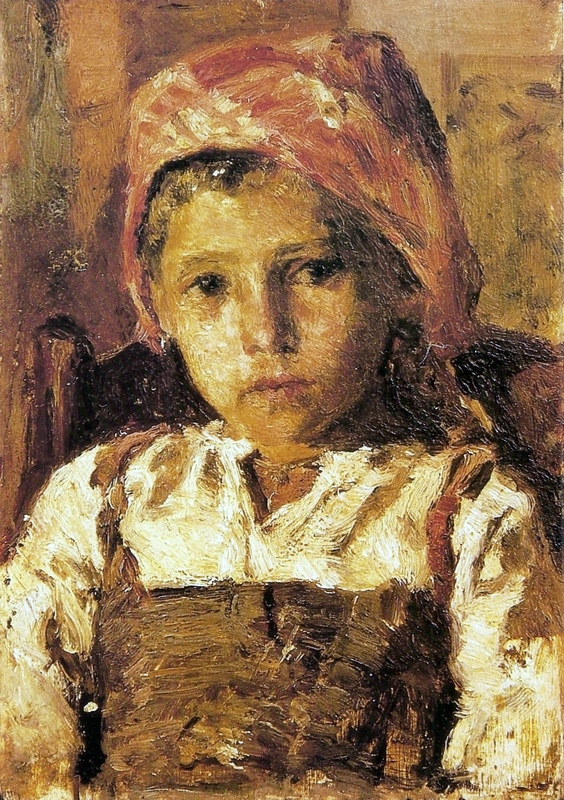
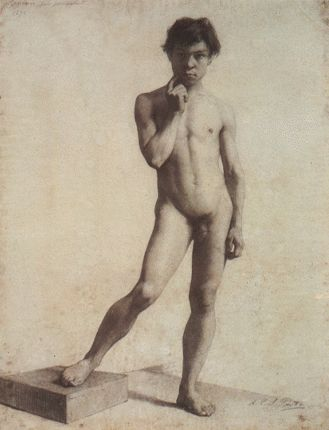
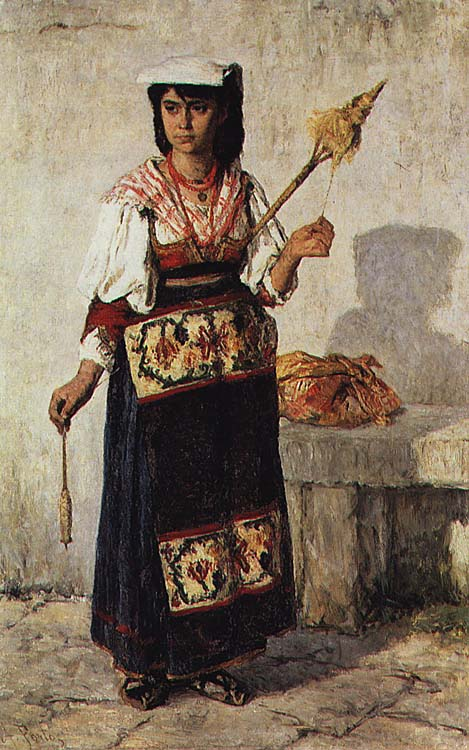
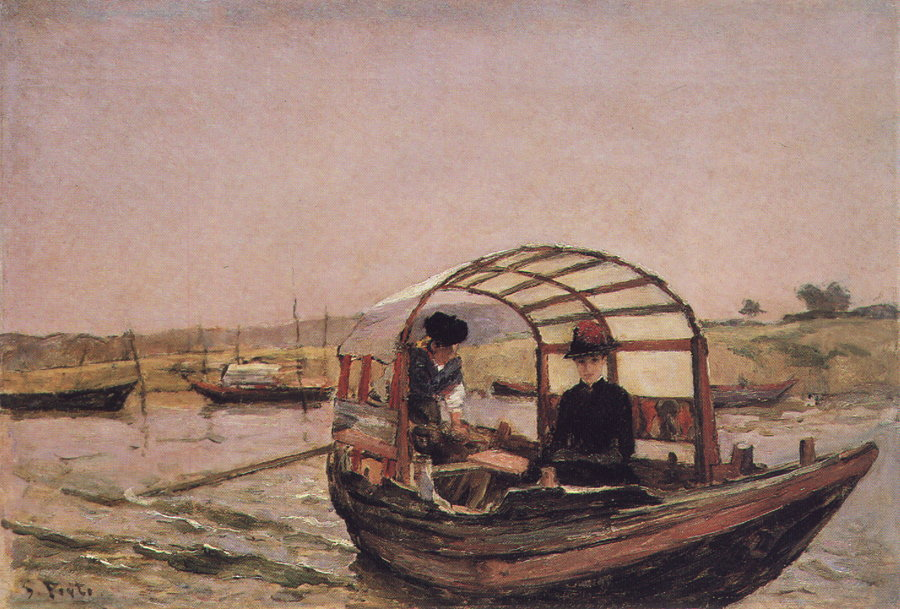